# Parístrion
Parístrion (en grec medieval Παρίστριον, que significa ‘al costat de l'Ístrion’), o Paradúnabon / Paradúnabis (grec: Παραδούναβον o Παραδούναβις), forma preferida en els documents oficials, era un tema o divisió civil i militar de l'Imperi Romà d'Orient que ocupava la riba sud del baix Danubi (Mèsia) als segles xi i xii.

## Història
El tema de Parístrion es va crear a partir de la conquesta del Primer Imperi Búlgar per Basili II Bulgaròcton el 1018-1019. El territori de l'antic imperi búlgar es va separar en diferents temes, entre ells el de Parístrion. Ocupava els territoris conquerits per Joan I Tsimiscés que s'havien perdut quan va morir. La seva capital era Tirnovo. Incloïa també el delta del Danubi. Com va fer amb el veí tema de Bulgària, Basili II va conservar moltes de les institucions que existien sota l'Imperi búlgar (com el sistema d'impostos als camperols) per evitar revoltes. En temps de Miquel VII (r. 1071 - 1078), el tema va ser conquerit pels petxenegs que la van utilitzar com a base per llançar incursions contra Tràcia fins que van ser derrotats a la batalla de Lebúnion dirigida per Aleix I Comnè el 1091. Parístrion va tornar a mans romanes d'Orient i les ciutats del tema van conèixer una gran prosperitat per les seves relacions comercials amb els russos i els cumans. Els cumans, però, van fer incursions periòdiques al territori fins que Joan II Comnè els va vèncer l'any 1122.
En general, les poblacions de Parístrion estaven poc desenvolupades econòmicament, encara que Tirnovo es va veure beneficiada quan va desaparèixer el perill des petxenegs i va créixer gràcies a l'artesania local. Les ciutats del Delta del Danubi eren pròsperes pel seu comerç, com ara Dinogetia. Però altres ciutats es van veure molt afeblides per les incursions dels Petxenegs com ara la fortalesa a l'illa de Păcuiul lui Soare. El camp estava poblat principalment per pagesos valacs. El tema de Parístrion va desaparèixer quan es va crear el Segon Imperi Búlgar a mitjans del 1180.